# Trichilia aquifolia
Trichilia aquifolia là một loài thực vật có hoa trong họ Meliaceae. Loài này được P. Wilson miêu tả khoa học đầu tiên năm 1924.